# Regio XIII Aventinus
La Regio XIII Aventinus era la tredicesima delle 14 regioni di Roma augustea classificata poi nei Cataloghi regionari della metà del IV secolo. Corrispondeva alla parte occidentale del colle Aventino, mentre la parte occidentale del colle, nota con il nome di Piccolo Aventino, in età augustea fu assegnata alla XII regione. Inoltre, faceva parte della regione anche la pianura posta a sud del colle, dove, lungo la sponda del Tevere, in età tardo-repubblicana e imperiale fu intensa l'attività portuale e la presenza di magazzini (horrea). Il Monte Testaccio si formò dall'accumulo dei cocci delle anfore usate.
La regione confinava a nordest con la Regio XI Circus Maximus e a sudest con la Regio XII Piscina Publica, da cui era separata dal Vicus Piscinae Publicae e dal Vicus Portae Raudusculanae, mentre a ovest era delimitata dal Tevere.

## Topografia
La Regio XIII augustea corrispondeva all'Aventino vero e proprio, un colle di forma trapezoidale affacciato sulla valle dove fu costruito il Circo Massimo e sul Tevere.
Alla metà del IV secolo l'ampiezza della Regio era indicata nei Cataloghi regionari in 18.000 piedi romani, pari a circa 5.330 metri.

## Caratteristiche
La Regio era divisa in 17 vici (rioni), 17 aediculae (edicole), 2.487 insulae (caseggiati), 130 domus (case patrizie), 35 horrea (magazzini), 40 balnea (bagni), 88 laci (fontane) e 24 pistrina (panetterie). L'area era sorvegliata da 2 curatores e da 48 vicomagistri.
La principale viabilità della regione comprendeva la via Ostiense, le Scalae Cassi, il Clivus Publicius, il Vicus Armilustri , il Vicus Piscinae Publicae e il Vicus Portae Raudusculanae.

## Principali monumenti pubblici
I principali monumenti pubblici di questa regione erano:
- l'Emporium
- il Forum Pistorium
- gli Horrea Aniciana
- gli Horrea Galbana
- il luogo dell'Armilustrium
- la Mappa Aurea
- il mitreo di Santa Prisca
- il monte Testaccio
- Platanonis
- la Porta Lavernalis, la Porta Raudusculana e la Porta Trigemina (mura serviane)
- la Porta Ostiense, la Porta Ardeatina e la Porta Appia (mura aureliane)
- la Porticus Aemilia
- la Porticus Fabarium
- il santuario di Cerere, Libero e Libera
- il santuario di Giove Dolicheno
- il tempio di Diana
- il tempio di Giunone Regina
- il tempio di Minerva
- il tempio di Vertumno
- le terme di Decio
- le terme Surane.

Inoltre, nella regione si trovava la residenza privata dell'imperatore Traiano, i cosiddetti Privata Traiani, e, inglobata nelle Mura Aureliane, la piramide Cestia, il sepolcro funebre piramidale marmoreo di Gaio Cestio Epulone.